# Cordyla flaviceps
Cordyla flaviceps är en tvåvingeart som först beskrevs av Rasmus Carl Staeger 1840.  Cordyla flaviceps ingår i släktet Cordyla och familjen svampmyggor. Arten är reproducerande i Sverige. Inga underarter finns listade i Catalogue of Life.